# Вражаючі Люди Ікс (комікс)
«Вражаючі Люди Ікс» (англ. «Astonishing X-Men») — триваюча серія коміксів. Старт публікацій розпочався у 2017 році видавництвом Marvel і, на разі, складається з 15 випусків. Усього планується 17 випусків, та 2 томи з ними.
У листопаді 2018 року видавництво Fireclaw, яке вже є офіційним ліцензатом Marvel, почало випускати томи у форматі TPB українською.
Анонс перекладу серії відбулася на гучній події для поціновувачів ґік-культури Comic Con Ukraine. 

## Сюжет

### Том 1. Життя Ікс
Старовинне зло знову намагається захопити наймогутніших людей на планеті! Ви й речення до кінця дочитати не встигнете, як їхнім розумом заволодіють – а хвилину потому, усі ми будемо у полоні. Команда Людей-Ікс викриває джерело загрози, але чи залишиться у Лоґана, Псайлок, Бішопа, Архангела, Фантомекса, Роуґ та Гамбіта час на порятунок? У динамічній Ікс-епопеї, вони повинні вирушити на Астральний рівень у пошуках… Тіньового Короля! Кого він тримає у своїх путах? Коли Лоґан втрачає себе, починається справжній жах – і для Лондона, і для Людей Ікс! Щоб вижити, команді доведеться зіткнутись з брехнею, жертвами… і найтемнішою правдою.
У збірку входять №1-6 Astonishing X-Men Vol 4 (2017).